# لويغي ريتشي
لويغي ريتشي (بالإيطالية: Luigi Ricci)‏ هو موزع ومدرب صوتي وكاتب إيطالي، ولد في 1893، وتوفي في 1981.

## وصلات خارجية
- لويغي ريتشي على موقع IMDb (الإنجليزية)
- لويغي ريتشي على موقع ميوزك برينز (الإنجليزية)
- لويغي ريتشي على موقع ديسكوغز (الإنجليزية)